# 2020年東京パラリンピックのコンゴ民主共和国選手団
2020年東京パラリンピックのコンゴ民主共和国選手団は、2021年8月24日から9月5日まで日本の東京で開催された2020年東京パラリンピックコンゴ民主共和国選手団の名簿。

## 選手団
- 人員: 選手 2人
- 開会式旗手: ポラン・マヨンボ、ロゼッタ・ルイナ

## 種目別選手・スタッフ名簿及び成績

### 陸上
| 選手             | 種目           | 結果     | 順位 |
| ---------------- | -------------- | -------- | ---- |
| ポラン・マヨンボ | 男子砲丸投 F57 | 9.66m PB | 12位 |
| ロゼッタ・ルイナ | 女子砲丸投 F57 | 6.33m PB | 11位 |